# Роос, Селин
Селин Роос (англ. Céline Roos; 22 декабря 1953 — 20 апреля 2021) — французская шахматистка, международный мастер среди женщин (1985).
В составе сборной Канады участница 4-х Олимпиад (1980—1984, 1988). На 26-й Олимпиаде (1984) в Салониках показала лучший результат на своей доске.

## Изменения рейтинга
| Графики недоступны из-за технических проблем. См. информацию на Фабрикаторе и на mediawiki.org. |